# Trachusa muiri
Trachusa muiri là một loài Hymenoptera trong họ Megachilidae. Loài này được Mavromoustakis mô tả khoa học năm 1936.